# NGC 1979
NGC 1979 je galaksija u zviježđu Zecu.

## Vanjske poveznice
- SEDS: NGC 1979